# Ciro Menotti (sommergibile)
Il Ciro Menotti è stato un sommergibile della Regia Marina.

## Storia
Partecipò clandestinamente alla guerra di Spagna. Il 31 gennaio 1937, nottetempo, silurò e affondò il piroscafo Delfin da 1250 tsl (la nave affondò in bassifondali rendendo possibile il recupero del carico).
Il 2 ed il 3 febbraio 1937 bombardò col cannone le strade costiere ed i ponti della zona Herradura-Cala Honda.
All'ingresso dell'Italia nella seconda guerra mondiale era dislocato a Trapani, al comando del tenente di vascello Carlo Fecia di Cossato, in seno al VIII Grupsom.
Il 21 giugno 1940 partì per la sua prima missione, un pattugliamento offensivo in un'area compresa fra l'isolotto di Gaudo (Creta) e Ras el Tin (Libia).
Nel novembre dello stesso anno fu inviato assieme ad altri quattro sommergibili in Mar Ionio; nonostante una notevole attività navale britannica in zona non avvistò nessuna unità nemica.
Fra il giugno 1940 ed il gennaio 1942 effettuò in tutto 23 missioni offensivo-esplorative nel Mediterraneo orientale.
Dal maggio 1942 fu assegnato al trasporto di rifornimenti per la Libia, svolgendo otto missioni di questo tipo.
In tutto, dal giugno 1940 al marzo 1942, percorse 22.200 miglia in superficie e 2800 in immersione, in 29 missioni.
Il 7 marzo 1943 fu destinato alla Scuola Sommergibili di Pola per la quale svolse 53 missioni addestrative.
Il 3 agosto 1943, nottetempo, sbarcò nei pressi di Bengasi 19 sabotatori del Battaglione San Marco, comandati dal sottotenente di vascello Di Martino: loro compito era attaccare gli aeroporti angloamericani nella zona di Bengasi.
Agli inizi di settembre 1943, nell'ambito del «Piano Zeta» di contrasto ad un previsto sbarco anglo-americano nell’Italia meridionale, fu disposto in agguato nel Mar Ionio.
Dopo l'annuncio dell'armistizio diresse per Siracusa per consegnarsi agli Alleati, ma fu intercettato dal sommergibile britannico HMS Unshaken, che lo fece abbordare da una propria lancia con a bordo un equipaggio di preda, dirottandolo su Malta dove giunse il 12 settembre, ormeggiandosi a Lazaretto Creek (nei pressi della locale base sommergibilistica britannica); il giorno successivo, in seguito alle proteste dell'ammiraglio Da Zara, ritornò in mani italiane ed andò ad ormeggiarsi assieme alle altre unità italiane frattanto sopraggiunte a Malta. Il 13 ottobre lasciò l'isola – insieme ad altri 14 sommergibili – per rientrare in Italia.
Nel corso della cobelligeranza operò nel bacino orientale del Mediterraneo prendendo parte a varie esercitazioni antisommergibile alleate.
Disarmato nel 1945, fu radiato il 1º febbraio 1948 e poi avviato alla demolizione.